# Spike Jonze
Pour les articles homonymes, voir Spiegel.
Adam Spiegel, dit Spike Jonze /spaɪk d͡ʒoʊnz/, né  le 22 octobre 1969 à Rockville, dans le Maryland, aux (États-Unis), est un réalisateur, scénariste, acteur et producteur américain.
Son pseudonyme est une référence au musicien et acteur Spike Jones.

## Biographie

### Carrière
Passionné de skateboard et de BMX freestyle, Adam Spiegel débute comme photographe dans le magazine de BMX Freestylin'. Il commence ensuite à réaliser des vidéos de skateboard, puis des courts métrages et des clips. À l'instar de Michel Gondry, mais dans un autre registre, Spike Jonze est intéressé par les projets décalés : produire une fausse troupe de danse (très) amateur pour Fatboy Slim, plonger Björk dans une comédie musicale classique, intégrer le groupe Weezer à un épisode de Happy Days, transformer son épouse Sofia Coppola en gymnaste professionnelle pour les Chemical Brothers, etc. Ce genre de préoccupations se retrouve ensuite dans deux parties très distinctes du travail de Jonze : d'un côté ses réalisations pour le cinéma, et de l'autre son travail en tant que créateur et producteur du programme télévisé Jackass pour MTV, où des cascadeurs professionnels se mettent en péril de manière drôle et volontairement bête.
Au cinéma, il connaît un succès critique et public immédiat grâce à son premier long métrage, Dans la peau de John Malkovich (Being John Malkovich), écrit par le scénariste Charlie Kaufman. Son film suivant, Adaptation, connaît un succès plus limité. Il renoue avec un public plus large en 2009 en adaptant le célèbre livre pour enfants de Maurice Sendak, Max et les Maximonstres, dont il reprend le titre pour son film, puis en réalisant un film d'anticipation très personnel, Her, avec Joaquin Phoenix et la voix de Scarlett Johansson.

### Vie personnelle
Spike Jonze a été marié avec la réalisatrice Sofia Coppola de 1999 à 2003. Le film Lost in Translation fait écho à leur relation.
Il a ensuite eu une relation avec l'actrice Michelle Williams en 2008, puis a été en couple avec l'actrice japonaise Rinko Kikuchi de 2011 à 2014.

## Filmographie

### Réalisateur

#### Longs métrages
- 1999 : Dans la peau de John Malkovich (Being John Malkovich)
- 2003 : Adaptation (Adaptation.)
- 2009 : Max et les Maximonstres (Where the Wild Things Are)
- 2013 : Her

#### Courts métrages
- 1994 : Ciao L.A.
- 1997 : How They Get There
- 1999 : Torrance Rises (crédité sous le nom de Richard Coufey) - coréalisé avec Lance Bangs et le Torrance Community Dance Group
- 2009 : We Were Once a Fairytale
- 2010 : I'm Here
- 2011 : Scenes From The Suburbs (avec le groupe Arcade Fire)
- 2011 : Mourir auprès de toi - coréalisé avec Simon Cahn
- 2013 : Choose You - coréalisé avec Chris Milk

#### Documentaires
- 1997 : Amarillo by Morning (court métrage)
- 2002 : What's Up, Fatlip? (court métrage)
- 2009 : Tell Them Anything You Want: A Portrait of Maurice Sendak
- 2020 : Beastie Boys Story

#### Clips
- 100% - Sonic Youth (1992)
- Afterlife - Arcade Fire (2013)
- All About Eve - Marxman (1994)
- Buddy Holly - Weezer (1994)
- California - Wax (1995)
- Cannonball - The Breeders (1993)
- Car Song - Elastica (1995)
- Country At War - X (1993)
- Crush with Eyeliner - R.E.M. (1995)
- Da Funk - Daft Punk (1997)[3]
- Daughter of the Kaos - Luscious Jackson (1993)
- Days - Blind (1992)
- Ditch Digger - Rocket from the Crypt (1994)
- Divine Hammer - The Breeders (1994)
- Don’t Play No Game That I Can’t Win - The Beastie Boys feat. Santigold (2011) [4]
- Drop - The Pharcyde (1996)
- Drunk Girls - LCD Soundsystem (2010)
- Electrobank - The Chemical Brothers (1997)
- Electrolite - R.E.M. (1997)
- Feel the Pain - Dinosaur Jr. (1994)
- Flashing Lights - Kanye West (2008)
- Freedom of '76 - Ween (1995)
- Ghosts - Rone x (La)Horde (2022)
- Hang On - Teenage Fanclub (1993)
- Heaven - UNKLE (2009)
- High in High School - Chainsaw Kittens (1993)
- Home - Sean Lennon (1998)
- Island in the Sun - Weezer (2000)
- I Can't Stop Smiling - Velocity Girl (1994)
- If I Only Had a Brain - MC 900 Ft. Jesus (1994)
- It's All About the Benjamins (rock version) - Puff Daddy (1997)
- It's In Our Hands - Björk (2002)
- It's Oh So Quiet - Björk (1995)
- Liberty Calls - Mike Watt (1997)
- Old Timer - That Dog (1994)
- Only One - Kanye West (2015)
- Otis - Kanye West et Jay-Z (2011)
- Praise You - Fatboy Slim (1998)
- Ricky's Theme - Beastie Boys
- Root Down (version 2) - Beastie Boys (1998)
- Sabotage - Beastie Boys (1994)
- Shady Lane - Pavement (1997)
- See You in My Nightmare - Kanye West ft. Lil Wayne (2009)[5]
- Sky's the Limit - The Notorious B.I.G. (1997)
- Sure Shot - the Beastie Boys (1994)
- The Diamond Sea - Sonic Youth (1995)
- The Rockefeller Skank (version 1) - Fatboy Slim (1998)
- The Suburbs - Arcade Fire (2010)
- Time For Livin' - The Beastie Boys (1993)
- Triumph of a Heart - Björk (2005)
- Undone (The Sweater Song) - Weezer (1994)
- Weapon of Choice - Fatboy Slim (2000)
- What's Up, Fatlip? - Fatlip (2000)
- Who Is Next? - Wax (1995)
- Wonderboy - Tenacious D (2000)
- Y Control - the Yeah Yeah Yeahs (2004)

#### Autres réalisations
Spike Jonze, avant même d'être réalisateur de clips musicaux, s'est d'abord illustré en tant que vidéaste de vidéos de skateboard. Sa première vidéo, commercialisée en 1991, la VideoDays, marque une révolution autant du point de vue des figures de skate que de la réalisation. Après de multiples projets (vidéos de skateboard, cinématographiques, clips musicaux, productions diverses...), il est devenu le vidéaste attitré d'une des marques les plus prestigieuses du monde du skateboard : Girl & Chocolate. L'originalité de ces vidéos réside dans des petits courts-métrages, toujours liés à l'univers du skateboard, insérés parmi les figures des différents skateurs. Il a réalisé les vidéos Mouse (1997), Yeah Right! (2003), Hot Chocolate Tour (2004) et collaboré à la réalisation de la vidéo Fully Flared (vidéo de la marque de chaussure de skate Lakai réalisée par Ty Evans et commercialisée fin 2007), dans lesquelles apparaissent entre autres les skateurs Eric Koston, Rick Howard et Mike Carroll. En 2016, il réalise la publicité du parfum Kenzoworld, qui rappelle le clip "Weapon of choice" de Fatboy Slim qu'il a également dirigé.

### Scénariste
- 1997 : How They Get There (court métrage) de Spike Jonze
- 2000 : Jackass (émission de télévision) - cocréateur
- 2009 : Max et les maximonstres (Where the Wild Things Are) de Spike Jonze
- 2013 : Her de Spike Jonze
- 2013 : Bad Grandpa de Jeff Tremaine

### Acteur
- 1994 : My Crazy Life (Mi vida loca) d'Allison Anders : un drogué
- 1997 : The Game de David Fincher : Airbag EMT Beltran
- 1999 : Torrance Rises (court-métrage) de Spike Jonze : Richard Coufey
- 1999 : Dans la peau de John Malkovich (Being John Malkovich) de Spike Jonze : L'assistant de Derek Martini
- 1999 : Les Rois du désert (Three Kings) de David O. Russell : Conrad Vig
- 1999 : Fresh de Daft Punk (clip) : Le réalisateur[8]
- 2001 : Hannibal de Ridley Scott : Donnie Barber
- 2002 : Jackass, le film (Jackass: The Movie) de Jeff Tremaine : Lui-même
- 2013 : Le Loup de Wall Street (The Wolf of Wall Street) de Martin Scorsese : Dwayne
- 2022 : Babylon de Damien Chazelle : Un réalisateur allemand

### Producteur
- 2000 : Jackass (émission de télévision) - producteur délégué
- 2001 : Human Nature de Michel Gondry
- 2002 : Jackass, le film (Jackass: The Movie) de Jeff Tremaine
- 2006 : Jackass: Number Two de Jeff Tremaine
- 2007 : Jackass 2.5 (vidéo)
- 2007 : Heavy Metal in Baghdad d'Eddy Moretti - producteur délégué
- 2008 : Synecdoche, New York de Charlie Kaufman
- 2013 : Bad Grandpa de Jeff Tremaine

## Distinctions

### Récompenses
- Festival de Deauville1999 : Grand prix du jury et Prix de la critique pour Dans la peau de John Malkovich
- Film Independent's Spirit Awards1999 : meilleur premier long métrage pour Dans la peau de John Malkovich
- Chlotrudis Awards 2000 : meilleur réalisateur pour Dans la peau de John Malkovich
- MTV Movie Awards 2000 : meilleur nouveau réalisateur pour Dans la peau de John Malkovich
- Berlinale 2003 : Ours d'argent pour le Grand prix du jury pour Adaptation
- Critics Choice Awards 2003 : Prix de la critique pour Dans la peau de John Malkovich (partagé avec Les Rois du désert)
- National Board of Review Awards 2013 : meilleur réalisateur pour Her
- Washington DC Area Film Critics Association Awards 2013 : meilleur scénario original pour Her
- St. Louis Film Critics Association Awards 2013 : meilleur scénario original pour Her
- San Diego Film Critics Society Awards 2013 : meilleur scénario original pour Her
- Austin Film Critics Association Awards 2013 : meilleur scénario original pour Her
- Chicago Film Critics Association Awards 2013 : meilleur scénario original pour Her
- EDA Awards 2013 : meilleur scénario original pour Her
- Florida Film Critics Circle Awards 2013 : meilleur scénario original pour Her
- Indiana Film Journalists Association Awards 2013 : meilleur scénario original pour Her
- Kansas City Film Critics Circle Awards 2013 : meilleur scénario original pour Her
- Online Film Critics Society Awards 2013 : meilleur scénario original pour Her
- Toronto Film Critics Association Awards 2013 : meilleur scénario original pour Her
- Central Ohio Film Critics Association Awards 2014 : meilleur scénario original pour Her
- Georgia Film Critics Association Awards 2014 : meilleur scénario original pour Her
- Oklahoma Film Critics Circle Awards 2014 : meilleur scénario original pour Her
- Writers Guild of America Awards 2014 : meilleur scénario original pour Her
- Oscars 2014 : Oscar du meilleur scénario original pour Her

### Nominations et sélections
- César 1999 : César du meilleur film étranger pour Dans la peau de John Malkovich
- Oscars 2000 : Oscar du meilleur réalisateur pour Dans la peau de John Malkovich
- Berlinale 2003 : en compétition pour l'Ours d'or pour Adaptation
- Golden Globes 2003 : Golden Globe du meilleur réalisateur pour Adaptation
- Oscars 2014 : Oscar du meilleur film pour Her